# Gelimer
Gelimer, prvotno morda Geilamir, je bil od leta 530 do 534 kralj Vandalov in Alanov, * 480, † 553. 
Bil je zadnji vladar Vandalskega kraljestva. Na prestol je prišel potem, ko je odstavil svojega bratranca Hilderika, ki je razjezil vandalsko plemstvo s spreobrnitvijo v kalcedonsko krščanstvo, medtem ko je bila večina Vandalov v tistem času arijancev. 
Bizantinski cesar Justinijan I., Hilderikov velik prijetelj in podpornik, je zato Vandalom napovedal vojno, da bi domnevno ponovno ustoličil Hilerika. Junija 533 je Justinijan poslal ekspedicijsko vojsko pod Belizarjevim poveljstvom, ki je v začetku septembra končno dosegla Afriko. Malo pred tem se je na Sardiniji, ki je bila del vandalske domene, Gelimerju uprl  guverner Godas, po narodnosti Got, in se začel imeti za suverena. Gelimer, ki se ni zavedal resnosti stanja ali pa je preziral Justinijanove načrte, je poslal na Sardinijo večino svoje afriške vojske pod poveljstvom  svojega brata Caza, da zatre upor, kar je hkrati pomenilo, da se je Belizar izkrcal brez večjega odpora.
Po izkrcanju je nemudoma odkorakal proti Kartagini in se 13. septembra pri Ad Decimumu, 10 milj od Kartagine, soočil z Decimerjevo vojsko. Belizarjeva vojska je štela 11.000 mož, vandalska pa 17.000. V bitki so zato zmagovali Vandali, dokler ni bil ubit Gelimerjev brat Amat. Gelimer je po njegovi smrti pobegnil z bojišča, njegova vojske pa je razpadla. 14. septembra 533 je Belizar vstopil v Kartagino in v Gelimerjevi palači pojedel pojedino, ki so jo pripravili za Gelimerja. Belizarju ni uspelo rešiti Hilderika, ker so ga na Gelimerjev ukaz takoj po bizantinskem izkrcanju usmrtili.
Gelimerju je uspelo pobegniti pred Bizantinci in se je po vrnitvi Caza s Sardinije december 533 ponovno spopadel z Belizarjem, tokrat pri Trikamarju, približno 20 milj od Kartagine. Ta bitka je bila veliko bolj trda kot prva in se je končala s popolnim porazom Vandalov in ponovnim Gelimerjevim begom. Pobegnil je na Mons Pappua, morda na goro Edough, blizu Anabe na meji z Numidijo, kjer so ga kmalu oblegale bizantinske sile pod generalom Farasom. Po Prokopiju je Gelimer, ko je bil pozvan, naj se preda, namesto tega izzivalno prosil Farasa, naj mu pošlje štruco kruha, spužvo in liro, da bodo zimski meseci na Papui bolj znosni.
Marca 534, ko so bili Gelimerjevi privrženci in njihove družine sestradani, je spoznal, da nima možnosti, da bi ponovno pridobil svoje kraljestvo. Predal se je Belizarju in sprejel bizantinsko ponudbo, da v zameno za predajo dobi velike posesti v Galaciji, kamor se je nato preselil. Po Prokopiju je ob svojem odstopu dosegel nekaj slave s tem, da je med Belizarjevim triumfom v Konstantinoplu vzklikal verz iz Pridigarja (Prd 1,2)  "Nečimrnost čez nečimrnost, vse je nečimrnost".

## Vir
- Hodgkin, Thomas. Italy and her Invaders. Clarendon Press: 1895.

| Gelimer Rojen: 480 Umrl: 553 |                                    |                                      |
| Vladarski nazivi             |                                    |                                      |
| Predhodnik: Trasamund        | Kralj Vandalov in Alanov 530 - 534 | Naslednik: nihče (propad kraljestva) |